# Tàu chở hóa chất

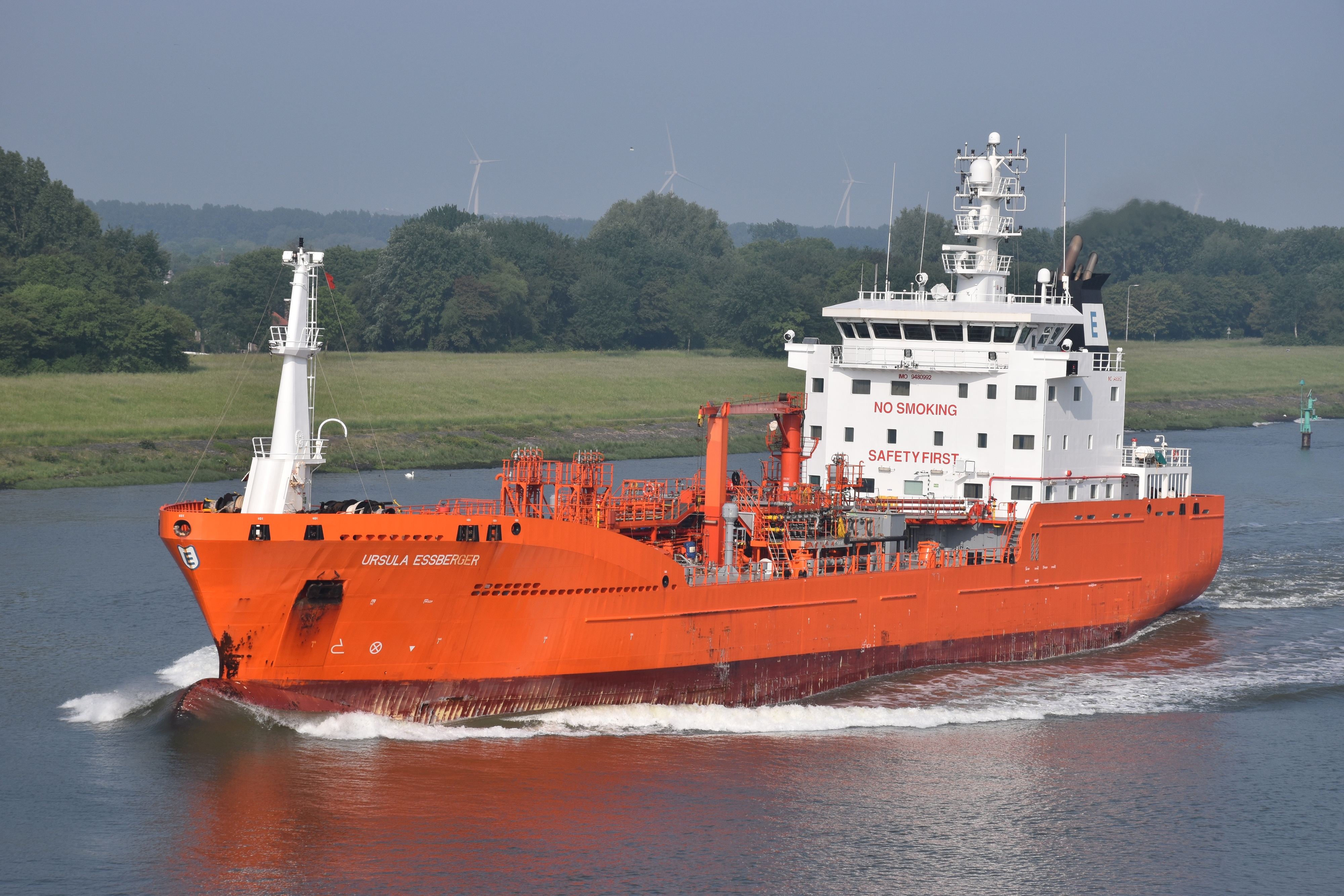
Tàu chở hóa chất Ursula Essberger

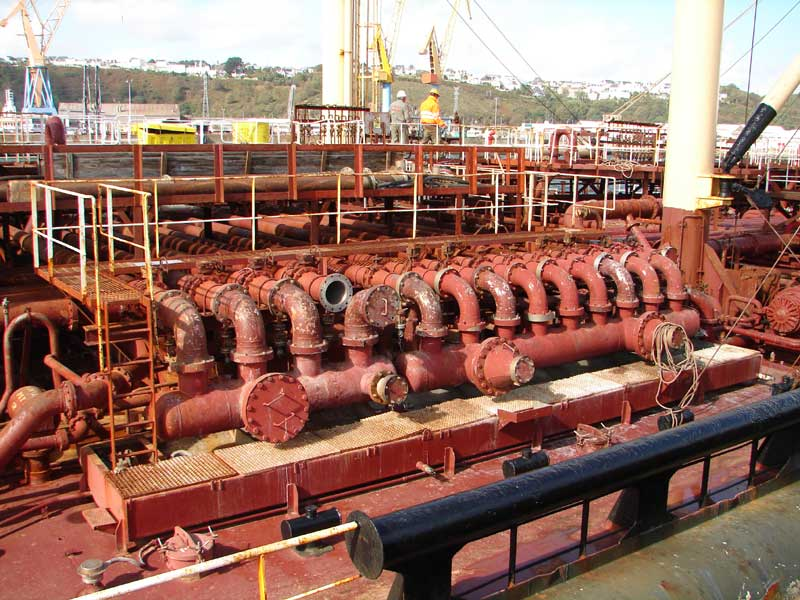
Boong tàu chở hóa chất có hệ thống đường ống phức tạp. Đây là tàu chở hóa chất Al Farabi của Ả Rập Xê Út có trọng tải 43.851 tấn, được đóng vào năm 1986, nó đang chở mật mía tại Brest.

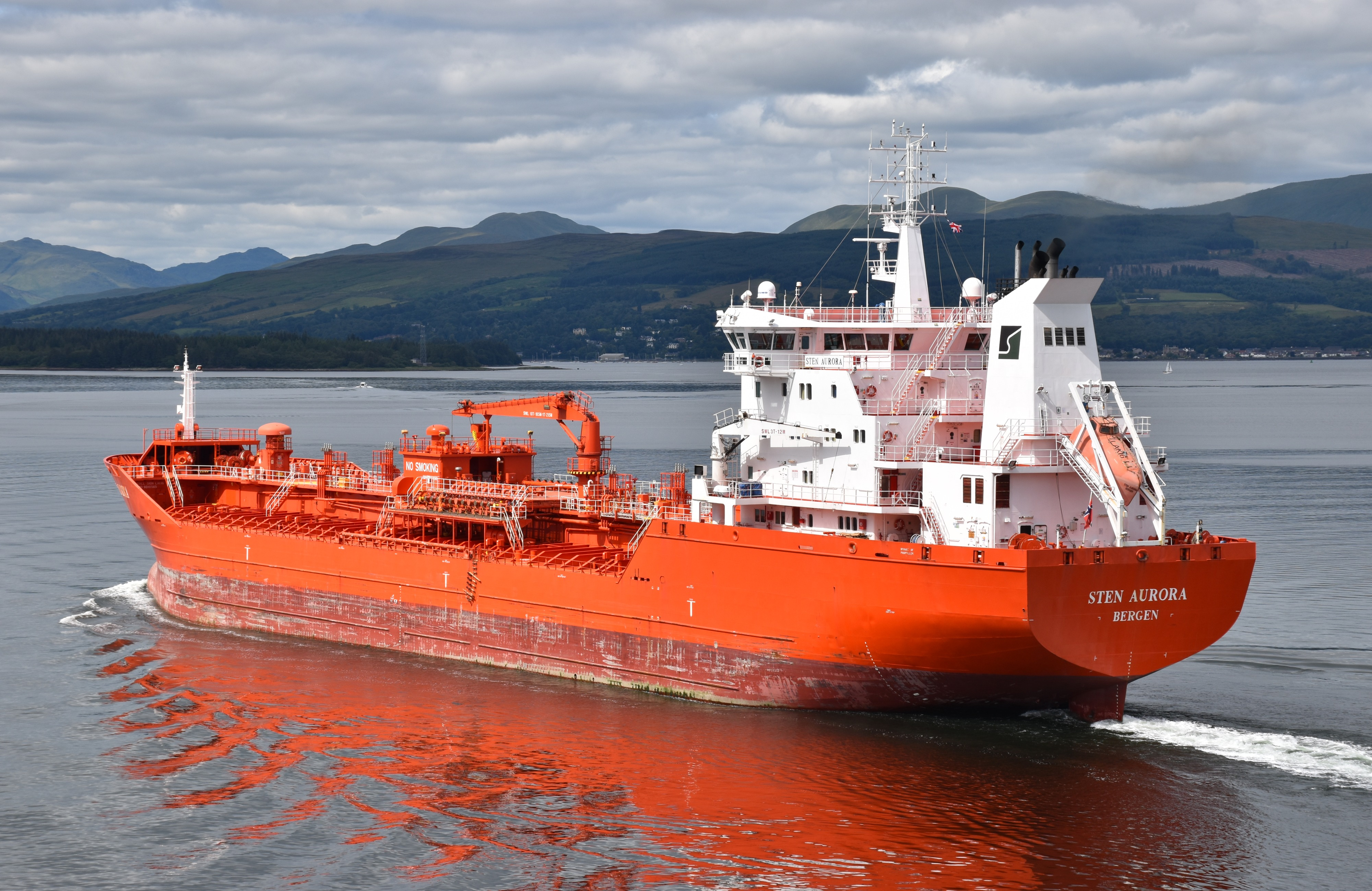
Tàu chở hóa chất Sten Aurora

Tàu chở hóa chất là loại tàu chở hàng lỏng dùng để vận chuyển hóa chất với số lượng lớn. Theo định nghĩa trong Phụ lục II của MARPOL, tàu chở hóa chất là tàu được thiết kế, chế tạo hoặc cải tiến để chở số lượng lớn bất kỳ hàng hóa dạng lỏng nào được liệt kê trong chương 17 của Bộ mã Hóa chất Số lượng lớn Quốc tế (IBC Code). Ngoài hóa chất công nghiệp và các sản phẩm dầu mỏ sạch, những con tàu này thường chở nhiều loại hàng hóa nhạy cảm khác yêu cầu tiêu chuẩn khắt khe về vệ sinh bồn chứa, ví dụ như dầu cọ, dầu thực vật, mỡ động vật, xút ăn da và methanol.
Tàu chở hóa chất trên biển có trọng tải toàn phần từ 5.000 DWT đến 35.000 DWT, kích thước này nhỏ hơn kích thước trung bình của nhiều loại tàu chở hàng lỏng khác do tính chất đặc biệt của hàng hóa và kích thước hạn chế của các bến cảng nơi chúng dừng để xếp dỡ.
Tàu chở hóa chất thường có một loạt các bồn chứa được phủ lớp sơn chuyên dụng như sơn epoxy phenolic, sơn kẽm, hoặc làm bằng thép không gỉ. Lớp phủ hoặc vật liệu của bồn chứa sẽ quyết định loại hàng chứa bên trong: bồn chứa bằng thép không gỉ dùng để chứa hàng hóa có tính axit mạnh như axit sunfuric và axit photphoric, trong khi các loại hàng hóa 'dễ chở' hơn, ví dụ như dầu thực vật, có thể được chứa trong bồn phủ epoxy. Lớp phủ hoặc vật liệu của bể chứa cũng ảnh hưởng đến tốc độ làm sạch bể chứa. Thông thường, tàu có bồn chứa bằng thép không gỉ có thể chở nhiều loại hàng hóa hơn và làm sạch nhanh hơn, nhưng đổi lại chi phí đóng tàu cũng cao hơn.

## Phân loại
Tàu chở hóa chất số lượng lớn được chia thành ba loại:

### Loại 1
Tàu chở hàng lỏng dùng để vận chuyển các sản phẩm có nguy cơ gây hại rất nghiêm trọng cho môi trường, và các quy định an toàn yêu cầu nhiều biện pháp phòng ngừa tối đa để ngăn chặn rò rỉ hàng hóa.

### Loại 2
Tàu chở hàng lỏng dùng để vận chuyển các sản phẩm có nguy cơ gây hại nghiêm trọng cho môi trường, và các quy định an toàn yêu cầu phải có biện pháp phòng ngừa đáng kể để ngăn chặn rò rỉ hàng hóa.

### Loại 3
Tàu chở hàng lỏng dùng để vận chuyển các sản phẩm có nguy cơ ô nhiễm môi trường đủ nghiêm trọng, và các quy định an toàn yêu cầu mức độ ngăn chặn vừa phải nhằm tăng khả năng sống sót trong tình trạng hư hại. Hầu hết các tàu chở hóa chất đều được xếp loại IMO 2 và IMO 3, bởi vì thể tích hàng hóa của IMO 1 rất hạn chế.

## Đặc điểm chính của tàu chở hóa chất
Tàu chở hóa chất thường có hệ thống làm ấm bồn chứa để duy trì độ nhớt của một số loại hàng hóa nhất định, hệ thống này dẫn hơi nước đã được điều áp đi qua các 'ống xoắn nhiệt' làm bằng thép không gỉ đặt bên trong bồn chứa hàng. Những ống xoắn nhiệt sẽ lưu thông chất lỏng trong bồn bằng cách đối lưu, truyền nhiệt cho hàng hóa. Tất cả các tàu hóa chất hiện đại đều có cấu trúc thân kép, và có một máy bơm chìm được điều khiển bằng thủy lực để bơm hàng hóa vào mỗi bồn chứa thông qua hệ thống đường ống độc lập, nghĩa là mỗi bồn có thể chứa các loại hàng hóa riêng biệt mà không bị trộn lẫn với nhau. Do đó, tàu hóa chất có thể chở nhiều loại hàng hóa khác nhau trong một chuyến đi. Việc lên lịch trình kế hoạch xếp dỡ và vận hành những con tàu loại này đòi hỏi sự phối hợp chặt chẽ cùng kiến thức chuyên môn cao của cả đội ngũ trên biển và trên bờ.
Việc vệ sinh bồn chứa sau khi dỡ hàng là một vấn đề rất quan trọng đối với tàu hóa chất, vì cặn của hàng hóa trước đó có thể ảnh hưởng xấu đến độ tinh khiết của hàng hóa tiếp theo sau khi bơm vào. Bồn chứa trước khi vệ sinh phải được kiểm tra và tiến hành thông hơi đúng cách nhằm đảm bảo không có khí độc hoặc khí gây cháy nổ. Tàu hóa chất thường có thanh gia cố ngang ở trên boong thay vì nằm bên trong bồn chứa hàng, mục đích là để thành bồn trơn nhẵn giúp dễ làm sạch bằng máy vệ sinh bồn gắn cố định. Các bồn chứa hàng dù rỗng hay đầy đều được bảo vệ chống cháy nổ bằng lớp khí trơ. Khí nitơ thường được sử dụng với vai trò giống như khí trơ, được cung cấp từ bình khí di động hoặc từ máy tạo nitơ.
Hiện nay, các tàu chở hóa chất đời mới nhất được đóng bởi nhiều công ty đóng tàu ở Nhật Bản, Hàn Quốc hoặc Trung Quốc, đây là những quốc gia đóng phần lớn tàu hóa chất làm bằng thép không gỉ, bởi vì việc hàn thép không gỉ với độ chính xác cần thiết để chế tạo bồn chứa hàng là một kỹ thuật khó. Các nước có doanh nghiệp nhỏ đóng tàu hóa chất gồm Thổ Nhĩ Kỳ, Ý, Đức và Ba Lan.
Các doanh nghiệp lớn hiện đang khai thác tàu chở hóa chất gồm có Stolt-Nielsen, Odfjell, Navig8 và Mitsui O.S.K. Lines (MOL). Bên thuê tàu hoặc bên sử dụng cuối cùng gồm có các công ty dầu khí lớn, người tiêu dùng công nghiệp, thương nhân và các công ty hóa chất chuyên dụng.